# (18459) 1995 FD1
1995 أف دي 1 (ويعرف أيضًا باسم (18459) 1995 أف دي 1 وفق تسمية الكوكب الصغير) (بالإنجليزية: 1995 FD1)‏ هو كويكب ضمن حزام الكويكبات؛ وترتيبه 18459 من حيث الاكتشاف.
اكتُشف هذا الجُرم الفلكي بواسطة هيروشي كانيدا في 28 مارس 1995.

## وصلات خارجية
- (18459) 1995 FD1 في قاعدة بيانات مختبر الدفع النفاث لأجرام النظام الشمسي الصغيرة

- الاكتشاف · مخطط المدار ·  العناصر المدارية · المعلمات المادية

- (18459) 1995 FD1 على موقع ويكي سكاي: DSS2, SDSS, GALEX, IRAS, Hydrogen α, X-Ray, Astrophoto, Sky Map, Articles and images